# Orocharis mexicanus
Orocharis mexicanus är en insektsart som beskrevs av Henri Saussure 1897. Orocharis mexicanus ingår i släktet Orocharis och familjen syrsor. Inga underarter finns listade i Catalogue of Life.